# Saint-Thégonnec
Saint-Thégonnec foi uma antiga comuna francesa na região administrativa da Bretanha, no departamento Finisterra. Estendia-se por uma área de 41,94 km². Em 2010 a comuna tinha 3 112 habitantes (densidade: 74,2 hab./km²).
Em 1 de janeiro de 2016, passou a formar parte da nova comuna de Saint-Thégonnec Loc-Eguiner.